# Táplánszentkereszt
Táplánszentkereszt est un village de Hongrie, situé dans le département de Vas. Lors du recensement de 2004, il y avait 2 409 habitants.